# Шутово (Одесская область)
Шутово (укр. Шутове) — село, относится к Березовскому району Одесской области Украины.
Население по переписи 2001 года составляло 66 человек. Почтовый индекс — 67324. Телефонный код — 4856. Занимает площадь 0,493 км². Код КОАТУУ — 5121283606.

## Местный совет
67324, Одесская обл., Березовский р-н, с. Розквит, ул. Почтовая, 1